# Берёзовая улица (Павловск)
Берёзовая улица — улица в городе Павловске (Пушкинский район Санкт-Петербурга). Проходит от Садовой улицы до Гуммолосаровской улицы.
В 1794 году по центру нынешней Берёзовой улицы и далее по современной улице Мичурина до улицы Правды устроили городской вал. Улицы с обеих сторон от него имели различные названия.

## Чётная сторона
Изначально чётная сторона была улицей вдоль по ва́лу городско́му (от Садовой улицы до реки Славянки, включая часть чётной стороны улицы Мичурина и часть современной улицы Правды). С 1832 года одновременно существовало наименования Водопрово́дный канал — здесь проходил открытый водопровод Павловска, построенный в 1777—1787 годах. Ныне этот водопровод входит в состав объекта культурного наследия федерального значения «Водовод Таицкий (система с сооружениями)».
26 июля 1840 года была выделена Водопроводная улица (ныне улица Правды). Оставшийся участок стал называться дорогой по валу вдоль водопроводного канала, или просто улицей по валу. Так же именовалась нынешняя Лебединая улица.
В 1858 году вал был срыт, а на его месте устроили бульвар. С этого времени улица стала Бульва́рной.

## Нечётная сторона
Изначально, как минимум с 1832 года, носила название дорога из Графской Славянки в Царское Село — на участке от Садовой улицы, включая часть чётной стороны улицы Мичурина и часть современной улицы Правды. Связан топоним с тем, что улица соединяла нынешние посёлок Динамо и город Пушкин.
В 1858 году участок от Садовой улицы до Гуммолосаровской улицы получил название Пограни́чная улица, а остальная часть — Славянской дорогой (ныне улица Мичурина).
В 1897 году участку Пограничной улицы от Садовой улицы до улицы Мичурина дали название Берёзовая улица, а участок от улицы Мичурина до Витебской железнодорожной линии в начале XX века вошёл в состав Пограничной улицы.

## Единая улица
Примерно в 1934 году обе стороны улицы на участке от Садовой улицы до улицы Мичурина объединили под названием улица Ю́ного Пролета́рия. Участок чётной стороны современной улицы Мичурина, который до объединения входил в состав Бульварной улицы, присоединили к Пограничной улице.
Примерно в 1939 году улицу Юного Пролетария получила идеологизированное наименование улица Коммуна́ров. А оставшаяся часть Пограничной улицы вошла в состав улицы Мичурина.
Историческое название одной из частей проезда было возвращено 11 июня 2003 года.
В настоящее время часть Берёзовой улицы от Садовой улицы до улицы Мичурина входит в состав зелёной зоны общего пользования и не доступен для движения автомобилей, поскольку является пешеходной зоной.
Нечётную сторону начального участка занимает сад «Миранда», на территории которого находится Купальный пруд (пруд ранее входил в состав Таицкого водовода).
В начале Берёзовой улицы на перекрестке с Садовой улицей образована круглая площадь с Николаевскими воротами посредине, построенными в 1826 году по проекту архитектора К. И. Росси. Сегодня они являются объектом культурного наследия федерального значения.

## Перекрёстки
- Садовая улица
- улица Первого Мая / Лебединая улица
- улица Мичурина
- улица Толмачёва
- Детскосельская улица
- 1-я Советская улица
- Слуцкая улица
- Гуммолосаровская улица